# Àulida
Àulida (grec antic: Αὐλίς) és una antiga ciutat portuària de Beòcia, situada en una espaiosa badia, al sud de l'estret d'Eurip i davant de Calcis.
Va ser a Àulida, segons la Ilíada, on es reuniren les naus aquees de l'expedició contra Troia. També és anomenada al Catàleg de les naus de la Ilíada, en el qual la primera posició correspon al contingent beoci, en el que Híria i "la rocosa Àulida", on la flota es va aplegar, apareixen en primer lloc de la llista. Segons Èsquil a la seva obra Agamèmnon i Eurípides a la seva Ifigenia a Àulida, allí hi va sacrificar Agamèmnon la seva filla Ifigenia per aconseguir vents favorables.